# Троица (Красноярский край)
Троица— село в Пировском районе Красноярского края , административный центр Троицкого сельсовета.

## География
Находится в примерно в 16 километрах по прямой на северо-запад от районного центра села Пировское.

## Климат
Климат резко континентальный. Самый теплый месяц — июль, со средней температурой +17,8 °С, с абсолютным максимумом +34,6 °С. Самый холодный месяц — январь: средняя температура составляет –20,1 °С, абсолютный минимум –52,5 °С. 

## История
Упоминается с 1700 года.  Позже (1735 год) также сообщалось о Троицкой слободе с церковью Живоначальной Троицы, маленьким острогом вокруг нее и двумя железными пушками. В 1926 году учтено 635 жителей. В советское время работал колхоз им.Буденного.   

## Население
Постоянное население составляло 572 человека в 2002 году (83% русские),  520 в 2010.

## Инфраструктура
Рядом с селом находится станция Пировская железнодорожной ветки Ачинск – Лесосибирск.